# Suezichthys rosenblatti
Suezichthys rosenblatti là một loài cá biển thuộc chi Suezichthys trong họ Cá bàng chài. Loài này được mô tả lần đầu tiên vào năm 2013.

## Từ nguyên
Từ định danh của loài được đặt theo tên của Tiến sĩ Richard Rosenblatt để vinh danh những đóng góp của Rosenblatt cho ngành ngư học ở Đông Thái Bình Dương, và cũng là người đã thu thập mẫu vật của loài này

## Phạm vi phân bố và môi trường sống
Các mẫu vật của S. rosenblatti được phát hiện tại quần đảo Desventuradas và quần đảo Juan Fernández (đều thuộc Chile) ở Đông Nam Thái Bình Dương. S. rosenblatti được thu thập trên nền đáy đá và cát ở độ sâu trong khoảng từ 10 đến 33 m. Đây là loài Suezichthys duy nhất (tính đến hiện tại) xuất hiện ở Đông Thái Bình Dương.

## Mô tả
S. rosenblatti có chiều dài cơ thể tối đa được ghi nhận là gần 7,6 cm. Cá đực và cá cái đều có thân màu nâu (thân trên sẫm màu hơn thân dưới); ngực và bụng có màu xám ánh bạc. Vùng lưng cá đực có nhiều vệt đốm đen và sẫm hơn ở cá cái. Đốm đen lớn trên vây lưng (chỉ có ở cá đực) bao lấy các gai thứ 5 đến thứ 8; một đốm đen lớn trên cuống đuôi (chỉ có ở cá cái). Các vây đều có màu vàng nâu nhạt.
Số gai ở vây lưng: 9; Số tia vây ở vây lưng: 11; Số gai ở vây hậu môn: 3; Số tia vây ở vây hậu môn: 10–11; Số tia vây ở vây ngực: 12–13; Số gai ở vây bụng: 1; Số tia vây ở vây bụng: 5; Số vảy đường bên: 26; Số lược mang: 15–17.

### Trích dẫn
- "A new species of Suezichthys (Teleostei: Perciformes: Labridae) from the southeastern Pacific, with a redefinition of the genus and a key to species" (PDF). Zootaxa. Quyển 3640 số 1. 2013. tr. 88–94. {{Chú thích tạp chí}}: Đã bỏ qua tham số không rõ |authors= (trợ giúp)